# Euchiton
 Euchiton (Cass., 1828) è un genere di piante angiosperme dicotiledoni della famiglia delle Asteraceae (sottofamiglia Asteroideae, tribù Gnaphalieae e sottotribù Gnaphaliinae).

## Etimologia
Il nome scientifico del genere è stato definito dal botanico Alexandre Henri Gabriel de Cassini (1781-1832) nella pubblicazione " Dictionnaire des Sciences Naturelles, dans lequel on traite méthodiquement des différens êtres de la nature, considérés soit en eux-mêmes, d'aprés l'état actuel de nos connoissances, soit relativement à l'utilité quén peuvent retirer la médecine, l'agriculture, le commerce et les arts. Strasbourg. Edition 2" (Dict. Sci. Nat., ed. 2. [F. Cuvier] 56: 214) del 1828.

## Descrizione

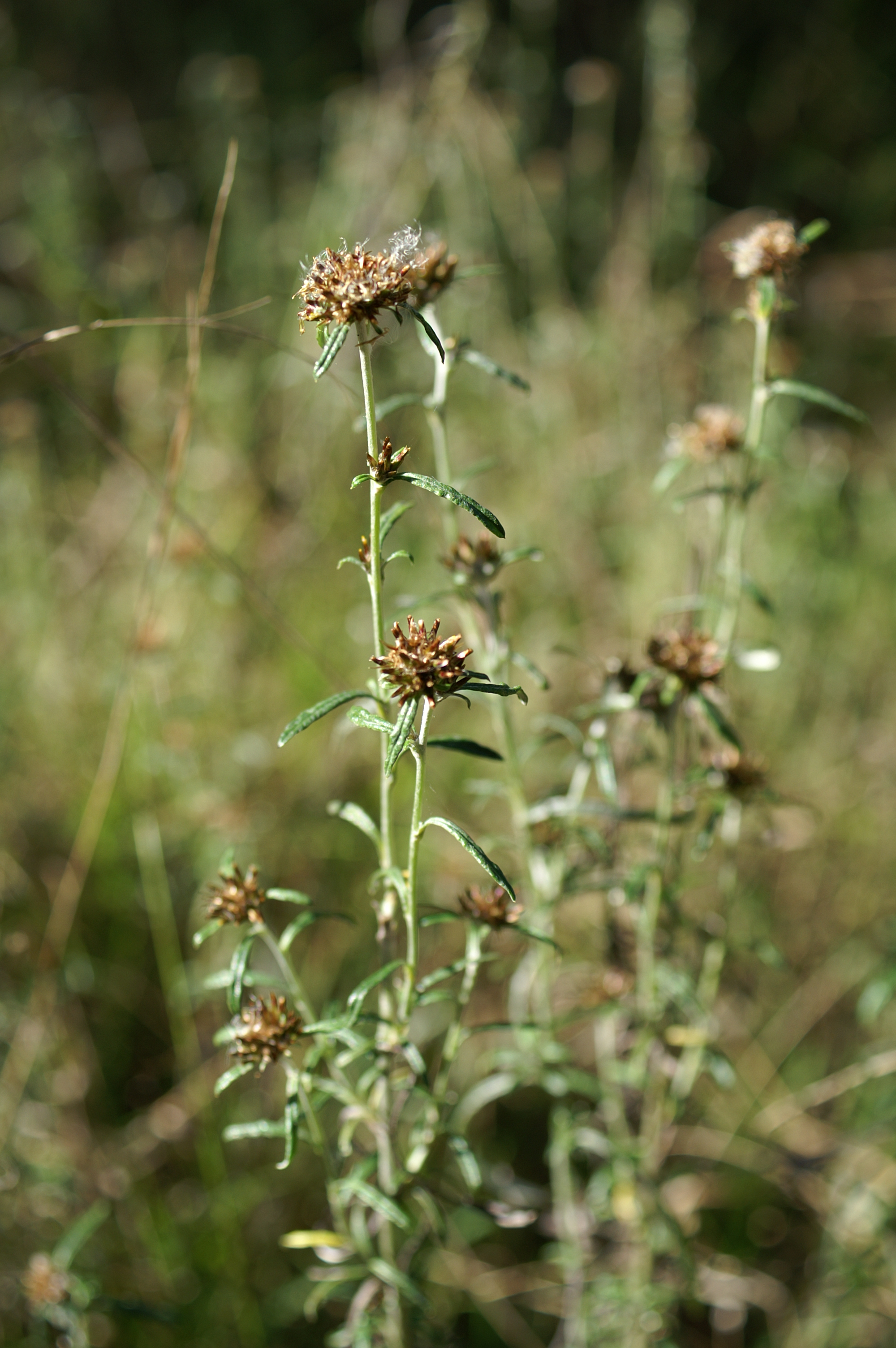
Il portamento
Euchiton involucratus

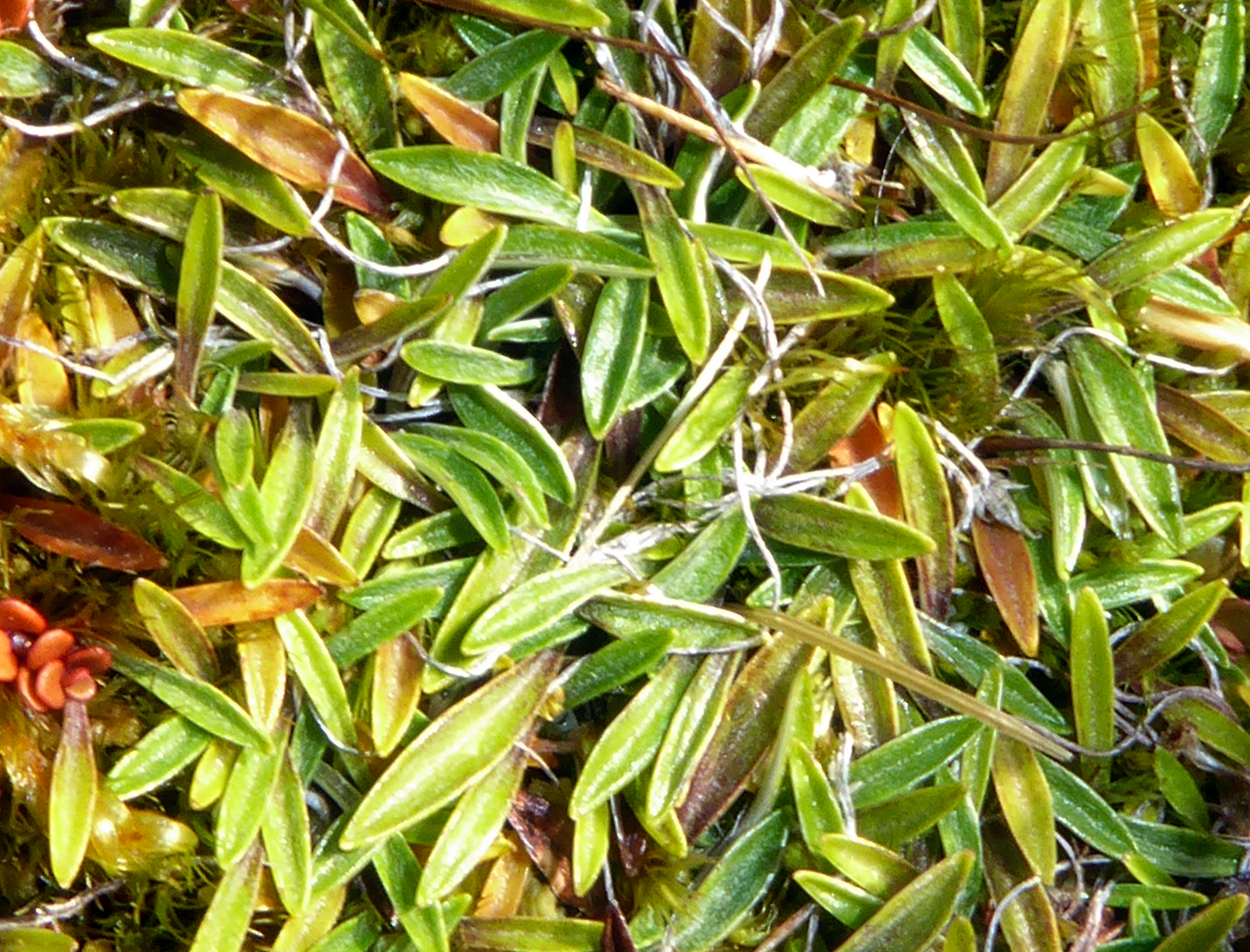
Le foglie
Euchiton paludosus

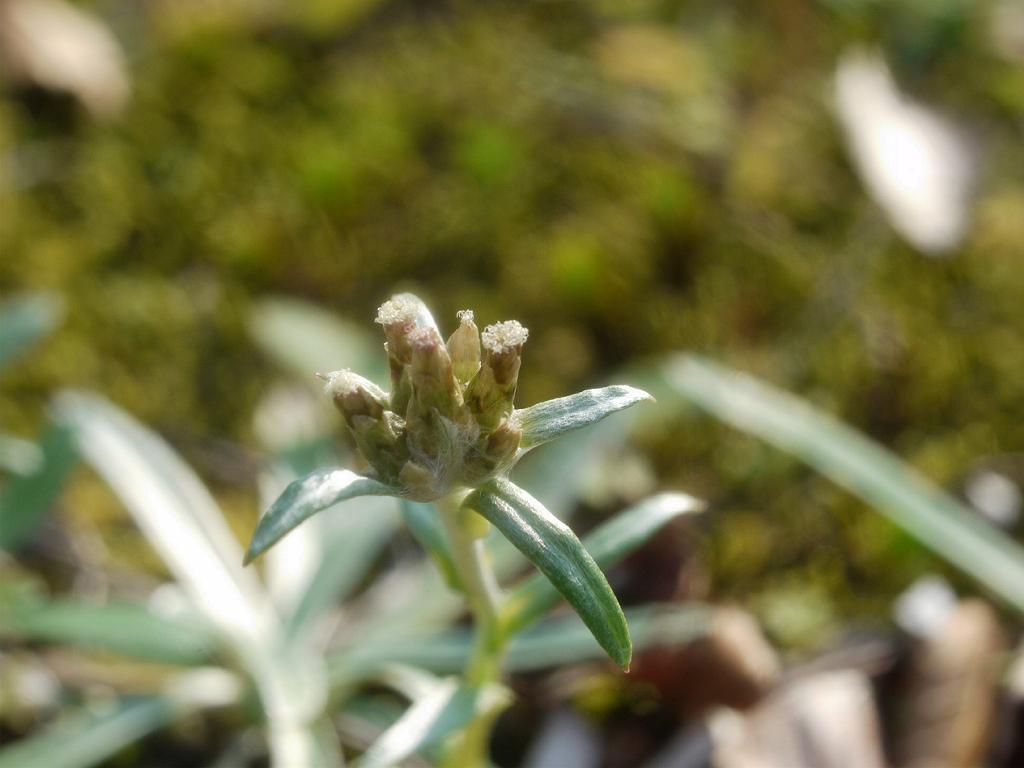
Infiorescenza
Euchiton japonicus

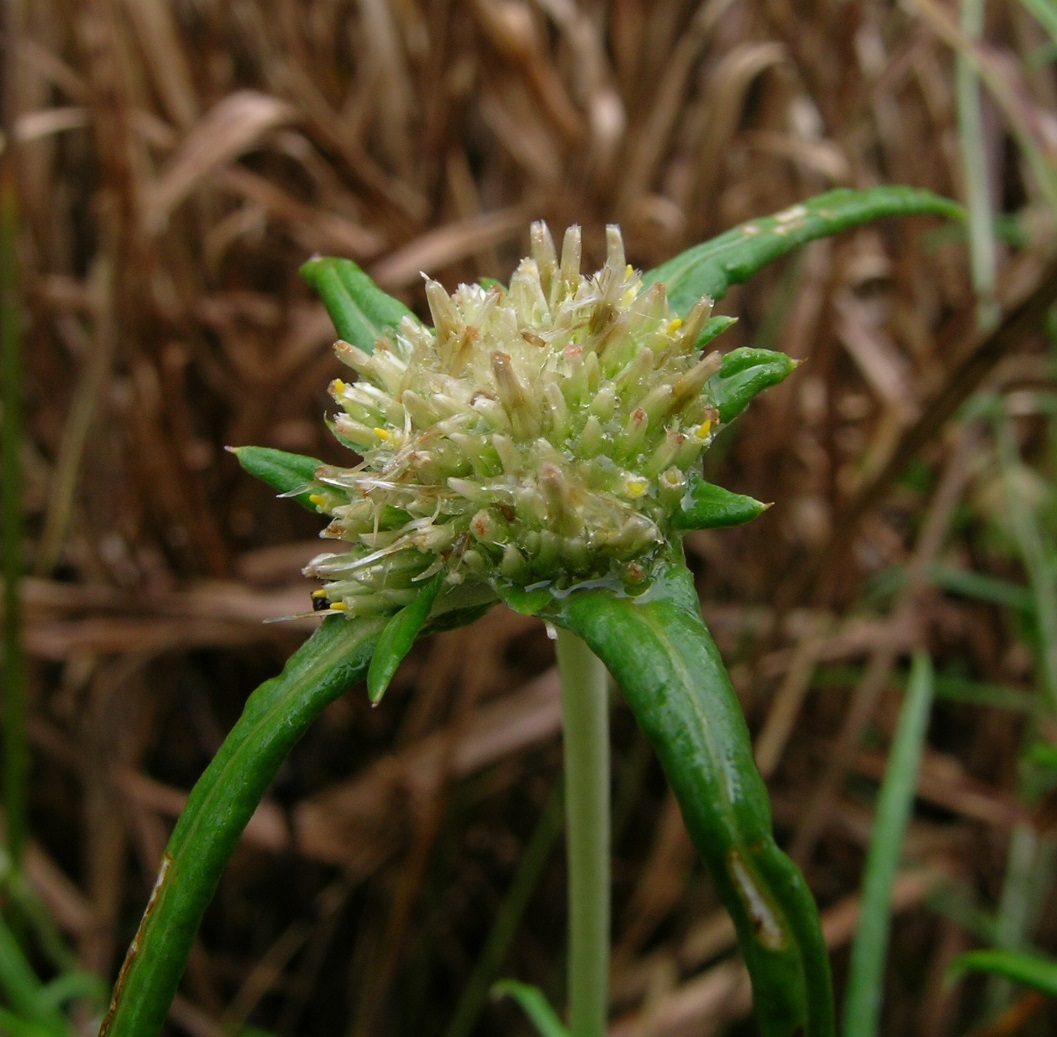
I fiori
Euchiton sphaericus

Portamento. Le specie di questo gruppo hanno un habitus di tipo erbaceo perenne o raramente annuale. Sono piante stolonifere. I cauli di queste piante sono provvisti del floema, ma non di canali resiniferi; mentre i sesquiterpeni lattoni sono normalmente assenti (piante senza lattice).
Fusto. La parte aerea in genere è eretta (solitamente un fusto per pianta), semplice o ramosa. La parte sotterranea consiste in radici fibrose o talvolta rizomatose. Altezza media: 5 – 80 cm.
Foglie. Le foglie in sono disposte in modo alternato e sono o sessili o picciolate. Possono essere presenti delle rosette basali. La lamina è intera e piatta con forme oblanceolate, spatolate, lanceolate o lineari e base cuneate. i margini sono continui a volte revoluti. La superficie è tomentosa o lanosa su entrambe le superfici oppure può essere glabra.
Infiorescenza. Le sinflorescenze, sottese da alcune foglie bratteali, sono composte da diversi capolini raccolti in dense formazioni (sono presenti anche singoli capolini). Le infiorescenze vere e proprie sono formate da un capolino terminale di tipo disciforme. I capolini sono formati da un involucro, con forme da cilindriche a strettamente campanulate, composto da diverse brattee, al cui interno un ricettacolo fa da base ai fiori. Le brattee, glabre o pelose a consistenza cartacea e colorate di bruno, sono disposte in modo più o meno embricato su 3 - 4 serie e possono essere connate alla base (strati di stereoma indiviso);  talora possono avere un margine ialino. Il ricettacolo è senza pagliette a protezione della base dei fiori; la forma è piatta. Lunghezza involucri: 3 – 5 mm.
Fiori.  I fiori sono tetra-ciclici (formati cioè da 4 verticilli: calice – corolla – androceo – gineceo) e pentameri (calice e corolla formati da 5 elementi). Sono inoltre tubulosi, attinomorfi e si distinguono in:
- fiori del disco esterni (da 16 a 150 per capolino): sono femminili e filiformi (sono in numero maggiore dei fiori interni);
- fiori del disco centrali (da 1 a 7 per capolino): sono ermafroditi e tubulosi.

In questo gruppo di piante i fiori radiati (ligulati o del raggio) sono assenti; a volte sono confusi con i fiori femminili (tubulosi) del disco esterno più o meno sub-zigomorfi con un lembo piatto e possono essere interpretati come fiori del raggio.
- Formula fiorale:

*/x K {\displaystyle \infty }, [C (5), A (5)], G 2 (infero), achenio
- Calice: i sepali del calice sono ridotti ad una coroncina di squame.
- Corolla: la forma della corolla normalmente è tubolare con 5 lobi (raramente 4); i lobi hanno una forma deltata o più o meno lanceolata. I colori della corolla sono porpora e varietà (o anche senza colore).
- Androceo: l'androceo è formato da 5 stami sorretti da filamenti generalmente liberi; gli stami sono connati e formano un manicotto circondante lo stilo; le teche (produttrici del polline) sono prive di sperone, ma hanno la coda (una sola); le appendici apicali delle antere hanno delle forme piatte; il tessuto endoteciale (rivestimento interno dell'antera) è quasi sempre polarizzato (con due superfici distinte: una verso l'esterno e una verso l'interno). Il polline è di tipo echinato (con punte sporgenti) a forma sferica è formato inoltre da due strati di ectesine, mentre lo strato basale è spesso e regolarmente perforato (tipo “gnafaloide”).[6]
- Gineceo: l'ovario è infero uniloculare formato da 2 carpelli. Lo stilo (il recettore del polline) è intero o biforcato con due stigmi nella parte apicale. Gli stigmi hanno una forma variabile ottusa; possono essere ricoperti da minute papille o avere dei penicilli apicali e dorsali. Le superfici stigmatiche sono separate.[6]

Frutti. I frutti sono degli acheni con pappo. Gli acheni sono piccoli a forma oblunga o larghe a forma ellissoide-oblunga; la superficie può essere ricoperta di tricomi doppi corti e clavati; il pericarpo può essere percorso longitudinalmente da alcuni fasci vascolari. Il pappo è formato da 12 - 20 setole capillari scabre o barbate e libere o ciglia patenti connate in una serie.

## Biologia
Impollinazione: tramite insetti (impollinazione entomogama tramite farfalle diurne e notturne).

Riproduzione: la fecondazione avviene fondamentalmente tramite l'impollinazione dei fiori.

Dispersione: i semi cadono a terra e vengono dispersi soprattutto da insetti come formiche (disseminazione mirmecoria). Un altro tipo di dispersione è zoocoria: gli uncini delle brattee dell'involucro (se presenti) si agganciano ai peli degli animali di passaggio che portano così i semi anche su lunghe distanze. Inoltre per merito del pappo il vento può trasportare i semi anche per alcuni chilometri (disseminazione anemocora).

## Distribuzione e habitat
Le specie di questo genere sono distribuite in Australia, Tasmania e Asia orientale.

## Tassonomia
La famiglia di appartenenza di questa voce (Asteraceae o Compositae, nomen conservandum) probabilmente originaria del Sud America, è la più numerosa del mondo vegetale, comprende oltre 23.000 specie distribuite su 1.535 generi, oppure 22.750 specie e 1.530 generi secondo altre fonti (una delle checklist più aggiornata elenca fino a 1.679 generi). La famiglia attualmente (2021) è divisa in 16 sottofamiglie; la sottofamiglia Asteroideae è una di queste e rappresenta l'evoluzione più recente di tutta la famiglia.

### Filogenesi
Il genere di questa voce è descritto nella tribù Gnaphalieae, una delle 21 tribù della sottofamiglia Asteroideae. Da un punto di vista filogenetico, la tribù Gnaphalieae fa parte del supergruppo (o sottofamiglia) "Asteroideae grade"; l'altro è il supergruppo "Non-Asteroideae" contenente il resto delle sottofamiglie delle Asteraceae. All'interno del supergruppo è vicina alle tribù Senecioneae, Calenduleae, Astereae e Anthemideae.
La sottotribù Gnaphaliinae è caratterizzata da portamenti di vario tipo con specie ginomonoiche e monoiche, da foglie con margini interi, da capolini disciformi omogami o eterogami e raramente radiati (o subradiati), dallo stilo con rami troncati e superfici stigmatiche separate apicalmente, da acheni glabri o con tricomi allungati e pappo ridotto.
Il genere  Euchiton appartiene al gruppo Australasian clade, un gruppo informale monofiletico della sottotribù Gnaphaliinae diviso in quattro sottocladi: Angianthus (specie effimere dell'Australia occidentale), Waitzia (specie perenni dell'Australia orientale), Cassinia (specie con portamento arbustivo) e Euchiton (specie perenni simili a piante lanose e alpine). Il genere di questa voce è posizionato nel subclade "Euchiton" che, da un punto di vista filogenetico, si trova alla "base" del gruppo ed "fratello del resto dell'Australian clade. In particolare   Euchiton insieme al genere Argyrotegium J.M. Ward & Breitw. forma un gruppo parafiletico..
I caratteri distintivi del genere  Euchiton sono:
- i margini delle foglie sono interi;
- i fiori centrali sono bisessuali;
- i bracci dello stilo sono ottusi;
- il pappo è formato da setole libere o da ciglia patenti;
- la distribuzione di questo genere è australasiana.

Il numero cromosomico delle specie di questo genere è: 2n = 28.

### Elenco delle specie
Questo genere ha 17 specie:
- Euchiton audax (D.G.Drury) Holub
- Euchiton brassii (Mattf.) Anderb.
- Euchiton breviscapus (Mattf.) Anderb.
- Euchiton collinus  Cass.
- Euchiton delicatus (D.G.Drury) Holub
- Euchiton ensifer (D.G.Drury) Holub
- Euchiton involucratus (G.Forst.) Holub
- Euchiton japonicus (Thunb.) Holub
- Euchiton lateralis (C.J.Webb) Breitw. & J.M.Ward
- Euchiton limosus (D.G.Drury) Holub
- Euchiton litticola  A.M.Buchanan
- Euchiton paludosus (Petrie) Holub
- Euchiton polylepis (D.G.Drury) Breitw. & J.M.Ward
- Euchiton ruahinicus (D.G.Drury) Breitw. & J.M.Ward
- Euchiton sphaericus (Willd.) Holub
- Euchiton traversii (Hook.f.) Holub
- Euchiton umbricola (J.H.Willis) Anderb.